# Xavier Sigalon
 (février 2015).
Si vous disposez d'ouvrages ou d'articles de référence ou si vous connaissez des sites web de qualité traitant du thème abordé ici, merci de compléter l'article en donnant les références utiles à sa vérifiabilité et en les liant à la section « Notes et références ».
Xavier Sigalon, né en 1787 à Uzès (Gard) et mort le 9 août 1837  à Rome, est un peintre romantique français.
Il est l'un des rares peintres du mouvement romantique à se soucier plus de la forme que de la couleur[Interprétation personnelle ?].

## Biographie

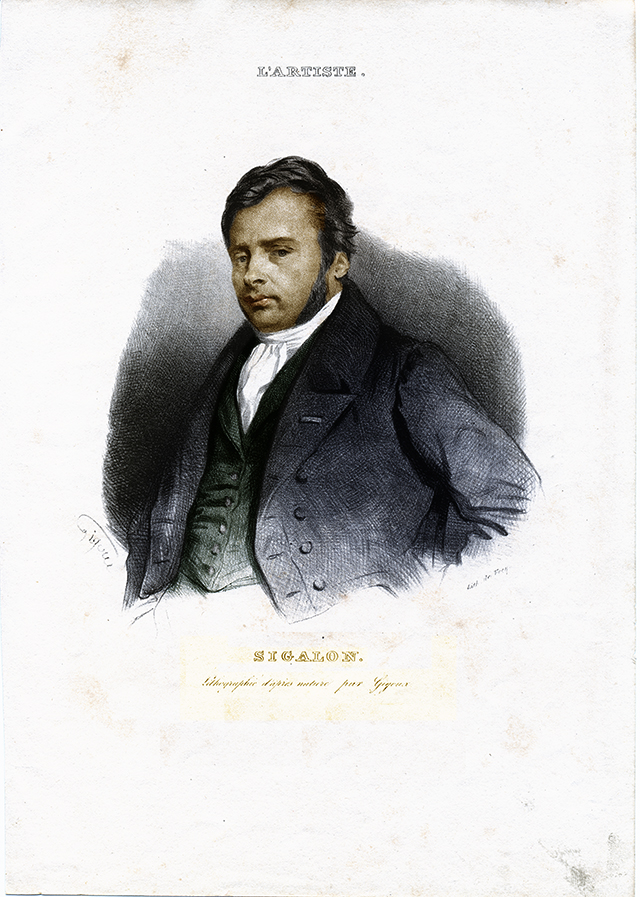
Jean Gigoux, Xavier Sigalon, lithographie.

Xavier Sigalon est né à Uzès dans le Gard le 12 décembre 1787, au sein d'une fratrie de huit enfants. Jean Pierre Sigalon et son épouse tiennent une maison-école au mas Bourguet où ils enseignent aux enfants du voisinage.
En 1797, des difficultés financières obligent ses parents à quitter Uzès pour Nîmes, où ils créent la pension Xavier. Passionné de dessin, Xavier Sigalon est admis à l’école centrale de dessin de Nîmes, où il reçoit une excellente formation.
Il quitte l’école en 1802 pour aider financièrement ses parents. Ses heures de liberté sont consacrées aux études des gravures et copies de tableaux qu’il découvre à la bibliothèque municipale. À 17 ans, il rêve d’être peintre, alors que son père le pousse vers le professorat.
Il rencontre en 1805, un élève de Jacques-Louis David, Monrose, dit Barizain (frère de Claude Louis Séraphin Barizain), qui le prend dans son atelier durant deux ans. Dans l’espoir de s'installer à Paris, il économise sou par sou sur l’argent qu’il gagne par ses portraits et autres œuvres.
Il peint la Mort de Saint-Louis pour la cathédrale de Nîmes, Sainte Anastasie pour l’église de Russan (Gard), et le Jour de la Pentecôte pour la chapelle des Pénitents Blancs à Aigues-Mortes.
En 1816, dégagé de ses obligations militaires, il part pour Paris où il fréquente durant seulement six mois l'atelier de Pierre-Narcisse Guérin, déçu par la médiocrité de l'enseignement et la vie dissolue de ses camarades. Il passe alors son temps au musée du Louvre et dans diverses galeries, admirant tout particulièrement Véronèse et Titien. Aidé des conseils de son compatriote gardois François Souchon il se perfectionne quasiment tout seul. Lors de son séjour parisien il rencontre Eugène Delacroix, Henry Scheffer, Léon Cogniet, et Nicolas Huet.
Au salon de 1822, il présente pour la première fois son tableau La Jeune Courtisane, actuellement au musée du Louvre. En 1824, il peint la Locuste, l’empoisonneuse du Britannicus de Jean Racine.
Vers 1825, il peint sur commande, Marie Gautier, jeune fille d'une vingtaine d'années, fille d'un entrepreneur parisien avec laquelle il a un garçon, François-Ernest Gautier (1826-1901). Pour des raisons inconnues, il ne reconnut pas son fils, qui porta, ainsi que sa descendance, le patronyme de sa mère.
En 1827, il présente l’Athalie — d'après Racine — assassinant les éventuels successeurs au trône, qui déclenche un scandale. Cette toile est achetée par l’État pour le musée des Beaux-Arts de Nantes.
La ville de Nîmes passe commande du Baptême du Christ pour sa cathédrale.
En 1830 ou 1831, il est nommé chevalier de la Légion d’honneur, et en 1831 il reparaît au Salon avec Saint Jérôme (musée du Louvre) et Crucifixion (église saint Pierre d'Yssingeaux) qui lui vaut d'être médaillé.
Mais des zizanies avec certains ministres, des critiques sur son engagement pour la défense de l’art, jointes à la précarité de ses finances, le décident, en 1833, à quitter Paris et rejoindre sa famille à Nîmes où il peint les portraits de membres de la haute société.
En 1834, grâce à l'appui d'Adolphe Thiers, la direction des beaux-arts lui confie la copie de la fresque de Michel-Ange du Jugement dernier de la chapelle Sixtine de Rome. Sigalon livre l’œuvre trois ans plus tard ; la copie est présentée aux habitants de Rome et au pape Grégoire XVI. Après sa mise en place dans la chapelle de l'École des beaux-arts de Paris, Sigalon revient à Rome finir les pendentifs. Il y mourra du choléra en 1837. Il est inhumé à Rome dans l'église Saint-Louis-des-Français,.
Ses œuvres peintes sont conservées dans les musées du Louvre, de Nîmes et d’Uzès. Assez méconnu de nos jours, il servit pourtant de modèle à Joseph Bridau, le peintre inventé par Balzac dans sa Comédie humaine, dans La Rabouilleuse et Les Illusions perdues.

## Postérité
Une rue de Nîmes, au nord-est du quartier historique de l'Écusson, porte son nom.
Jean Reboul lui a dédié une épître, dont quelques vers figurent au bas de la statue du square Antonin.

## Œuvres dans les collections publiques
- Aigues-Mortes, chapelle des Pénitents Blancs : La Pentecôte,  Classé MH[6].
- Angers, musée des beaux-arts d'Angers : Meurtre sur l'escalier d'un palais, dessin au fusain sur papier[7].
- Montfrin, église Notre-Dame-de-Malpas : L'Assomption,  Classé MH[8].
- Montpellier, musée Fabre : Amour bandant son arc, avant 1837, dessin à l'encre rouge[9].
- Nantes, musée des Beaux-Arts : Athalie faisant massacrer les descendants du roi de Juda, 1827.
- Nîmes : 
  - cathédrale Notre-Dame-et-Saint-Castor : Le Baptême du Christ,  Classé MH[10].
  - musée des Beaux-Arts :
    - Locuste remettant à Narcisse le poison destiné à Britannicus en fait l'essai sur un jeune esclave, 1824 ;
    - L'Amour captif, vers 1833 ;
    - Eugène Foulc, 1833 ;
    - Madame Eugène Foulc née Irma Nègre, 1833 ;
    - Adolphe Cartroux, vers 1830.
- Orléans, musée des Beaux-Arts : Couple s’embrassant, lavis d’encre brune sur une esquisse au crayon graphite sur papier vélin, 14,2 x 14,8 cm[11].
- Paris :   
  - École nationale supérieure des beaux-arts : Le Jugement dernier,  Classé MH[12].
  - musée du Louvre :
    - Portrait de Monsieur Rossi, dentiste, 1822[13] ;
    - La Jeune Courtisane, 1821[14] ;
    - Autoportrait jeune[15] ;
    - Portrait du compositeur italien Antonio Pacini, 1823[16].
- Robiac-Rochessadoule, église paroissiale : La Délivrance de saint Pierre,  Classé MH[17].
- Saint-Pol-de-Léon, hôtel de ville : Le Christ apaisant la tempête,  Classé MH[18].
- Sainte-Anastasie (Gard), église paroissiale du hameau de Russan : Sainte Anastasie faisant l'aumône avec saint Chrysogone, 1817,  Classé MH[19].
- Yssingeaux, église paroissiale Saint-Pierre : Christ en croix,  Classé MH[20].

Œuvres de Xavier Sigalon
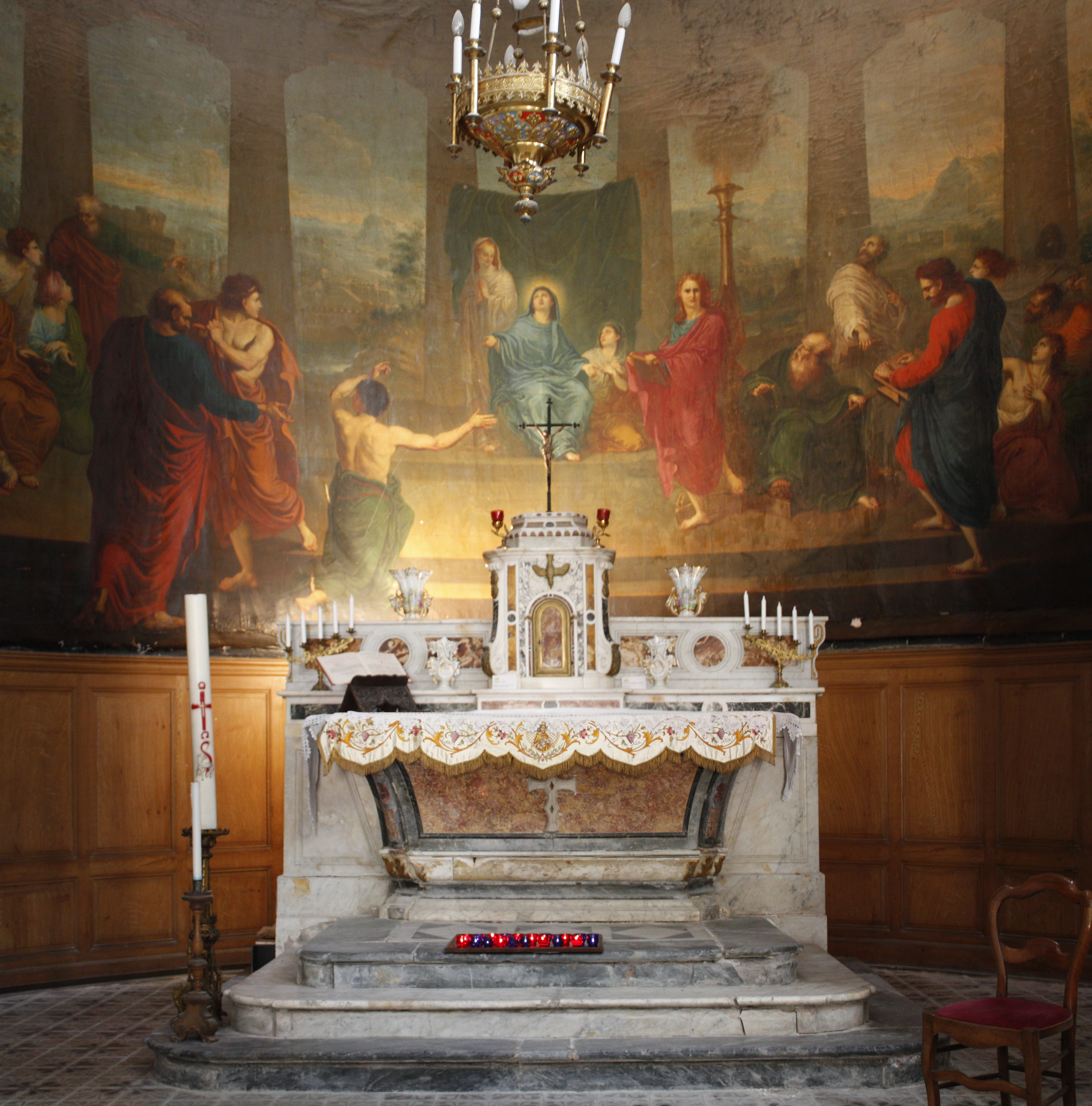
Pentecôte, chapelle des Pénitents blancs d'Aigues-Mortes.
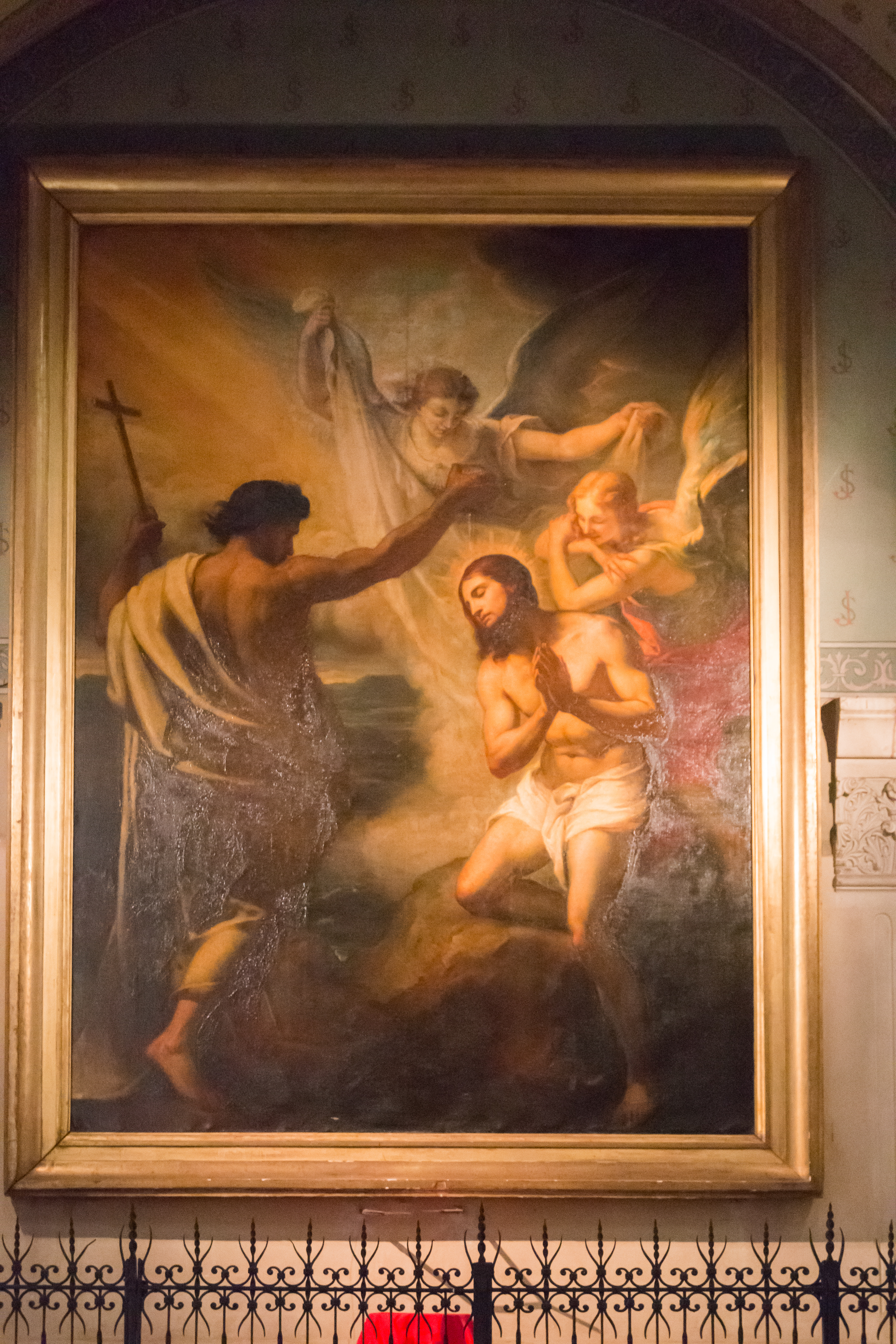
Baptême du Christ, cathédrale Notre-Dame-et-Saint-Castor de Nîmes.
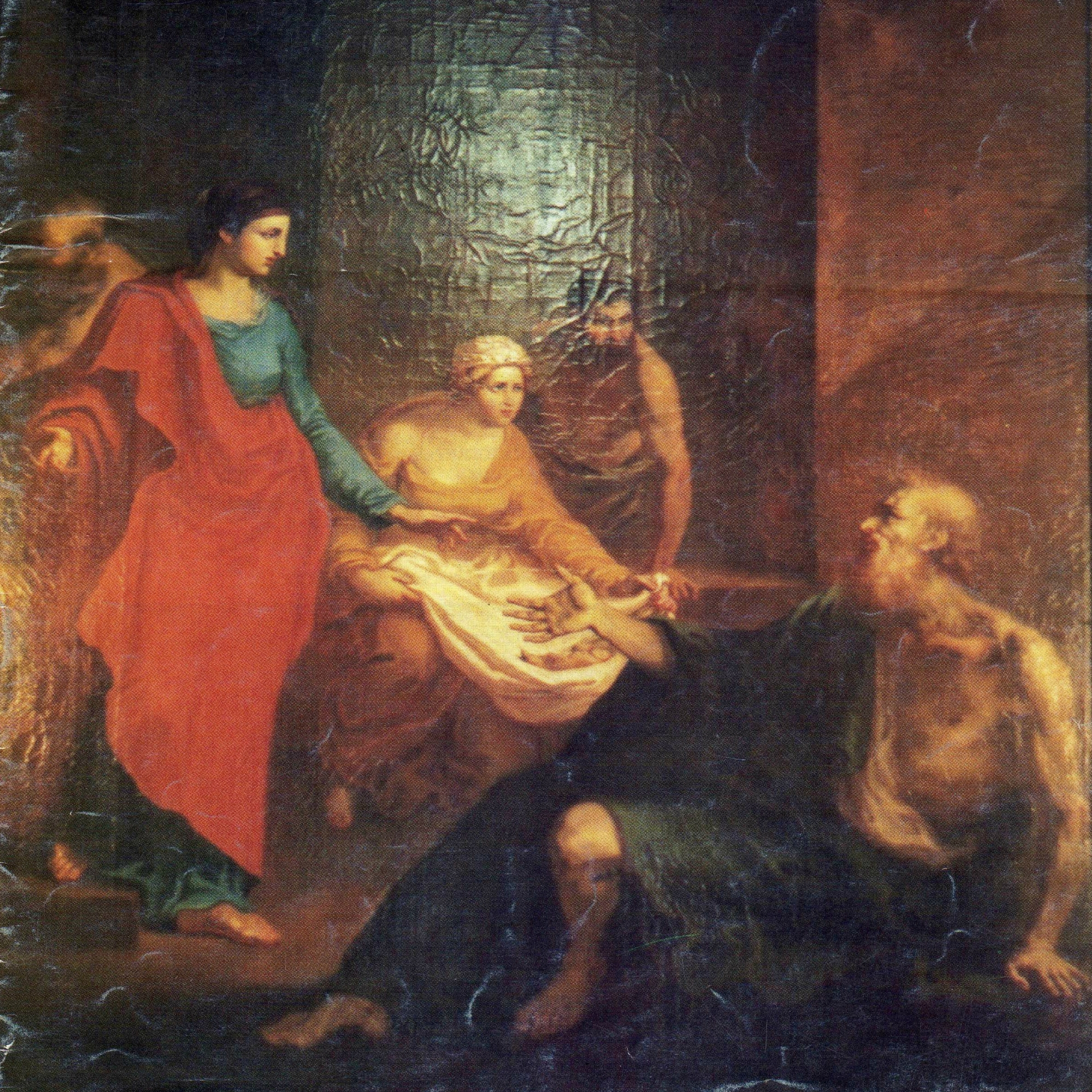
Sainte Anastasie, église de Russan (Gard).
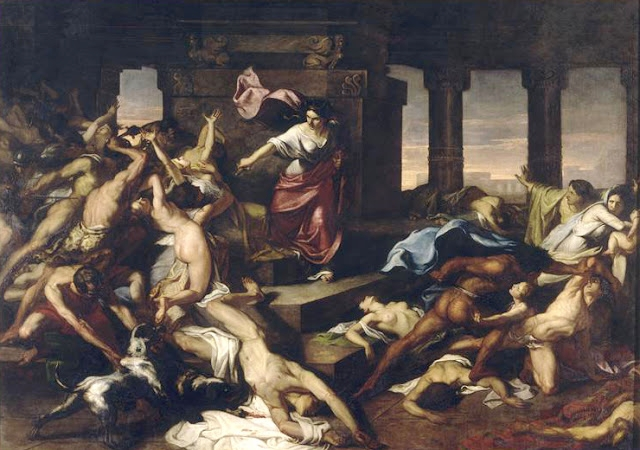
Athalie faisant massacrer tous les descendants du roi de Juda, musée des Beaux-Arts de Nantes.
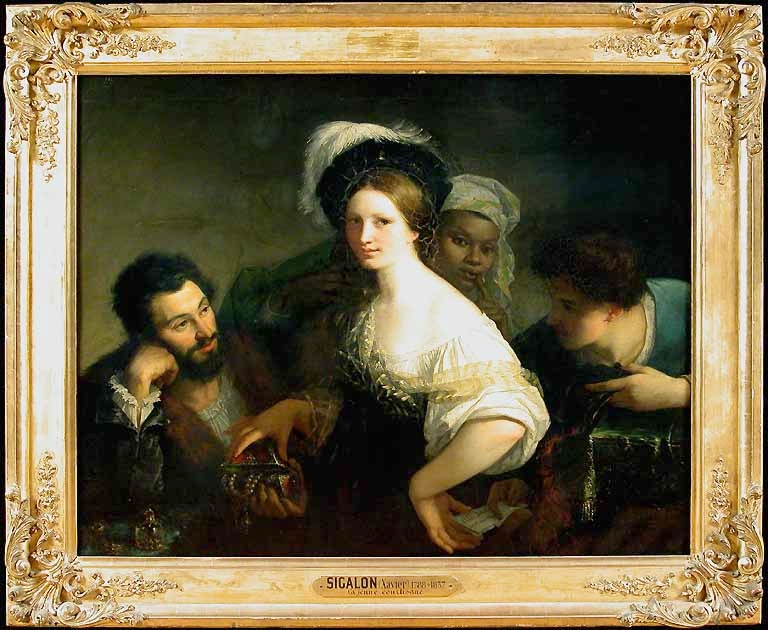
La Jeune Courtisane, Paris, musée du Louvre.
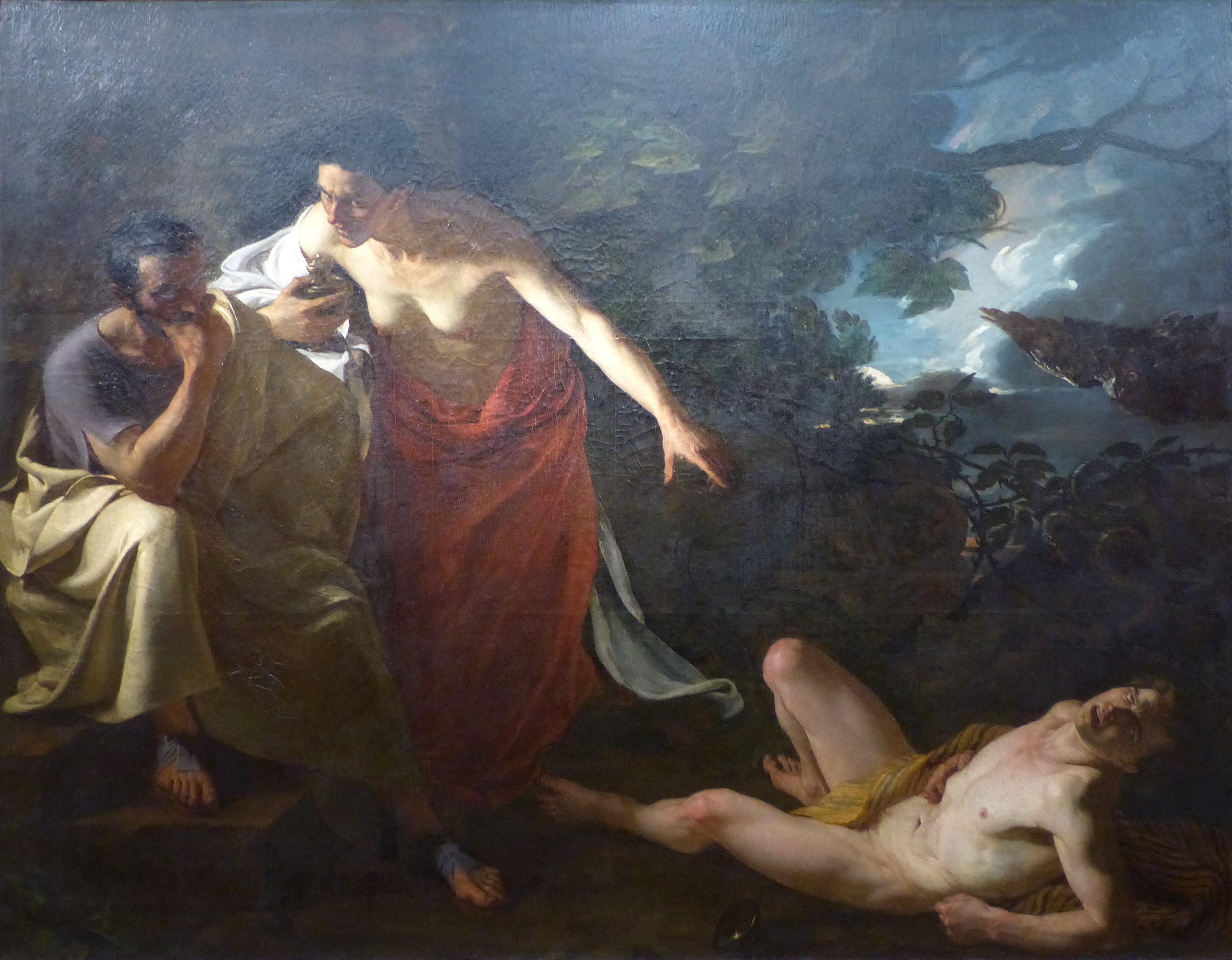
Locuste, musée des Beaux-Arts de Nîmes.
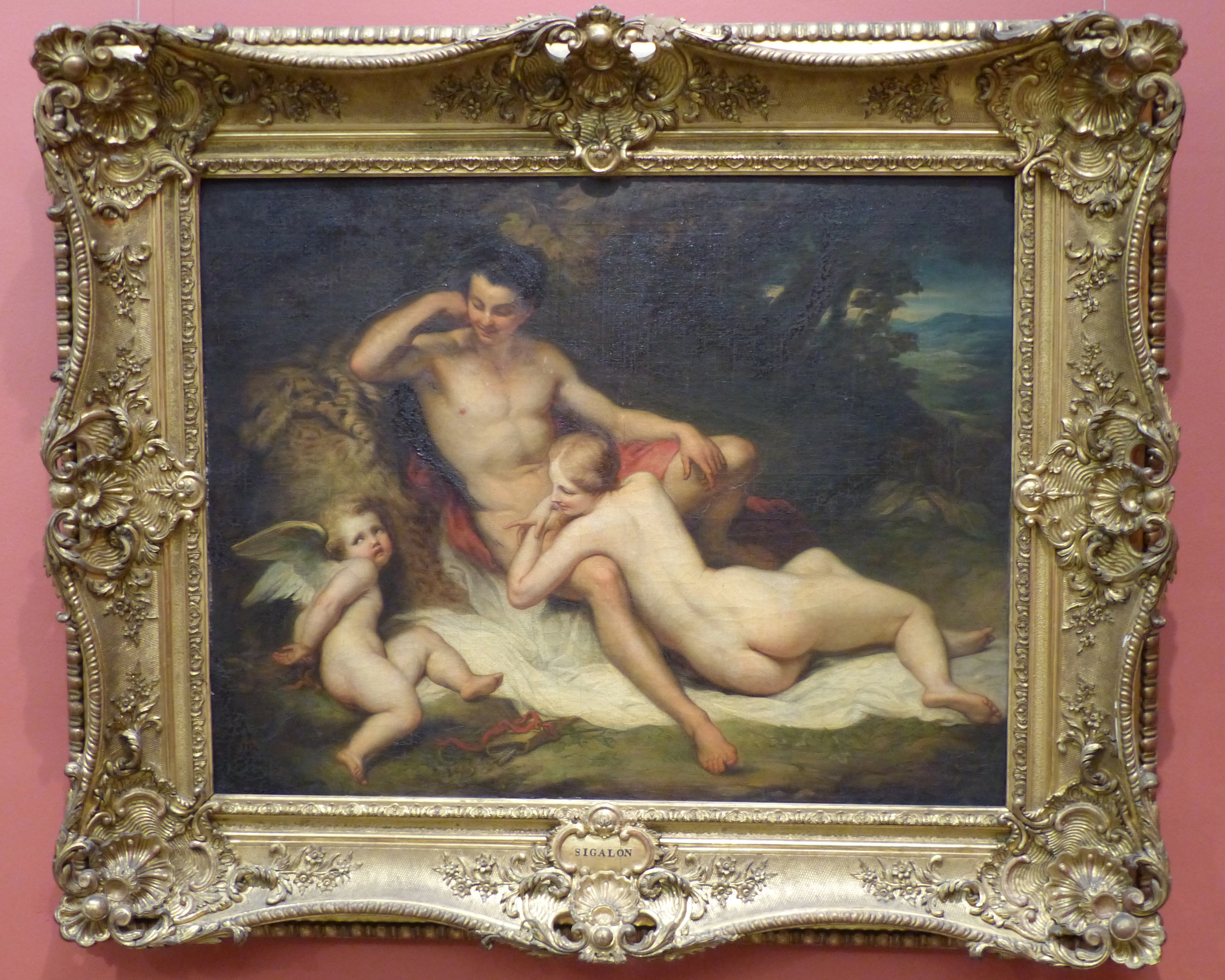
l'Amour captif, musée des Beaux-Arts de Nîmes.
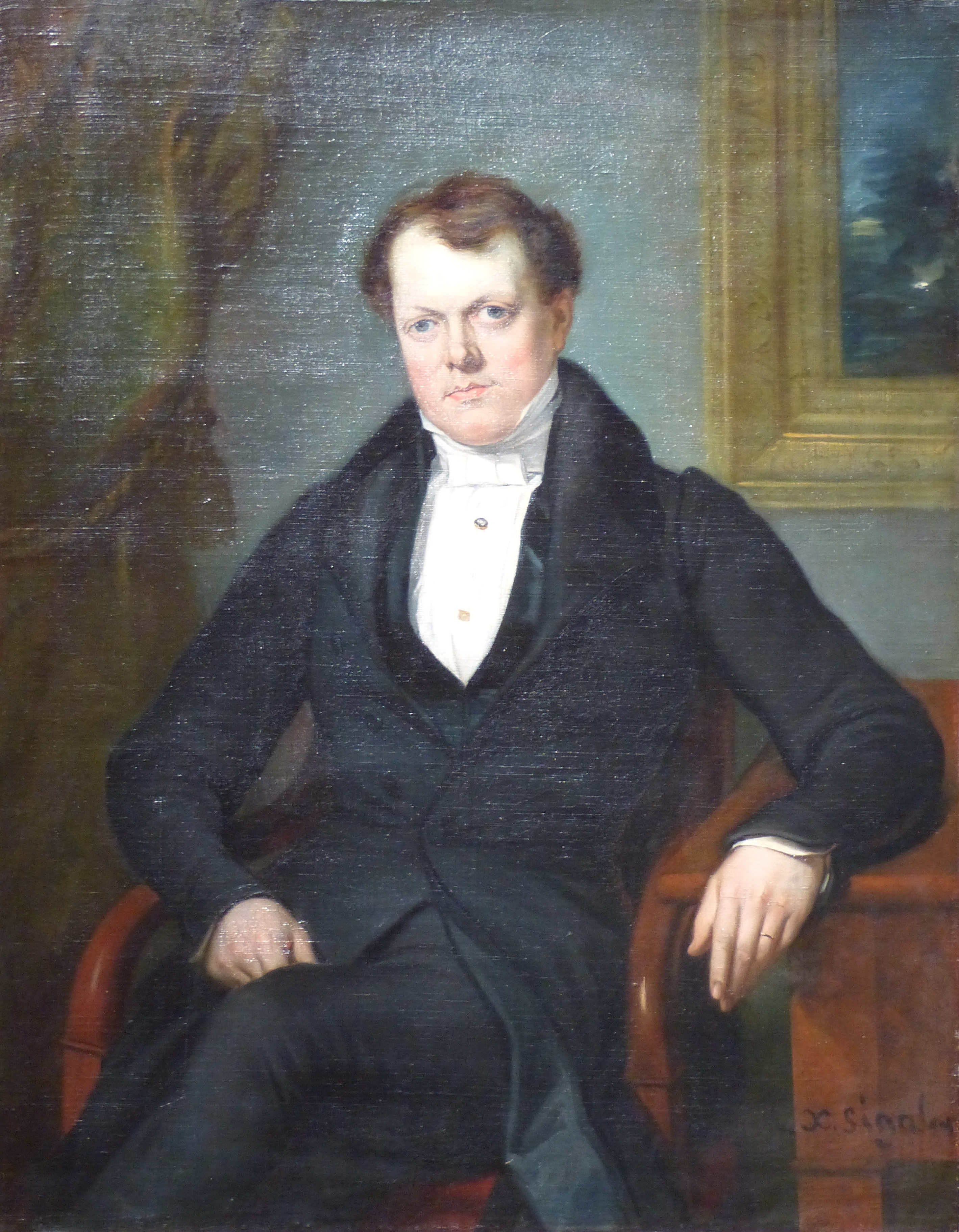
Eugène Foulc, musée des Beaux-Arts de Nîmes.
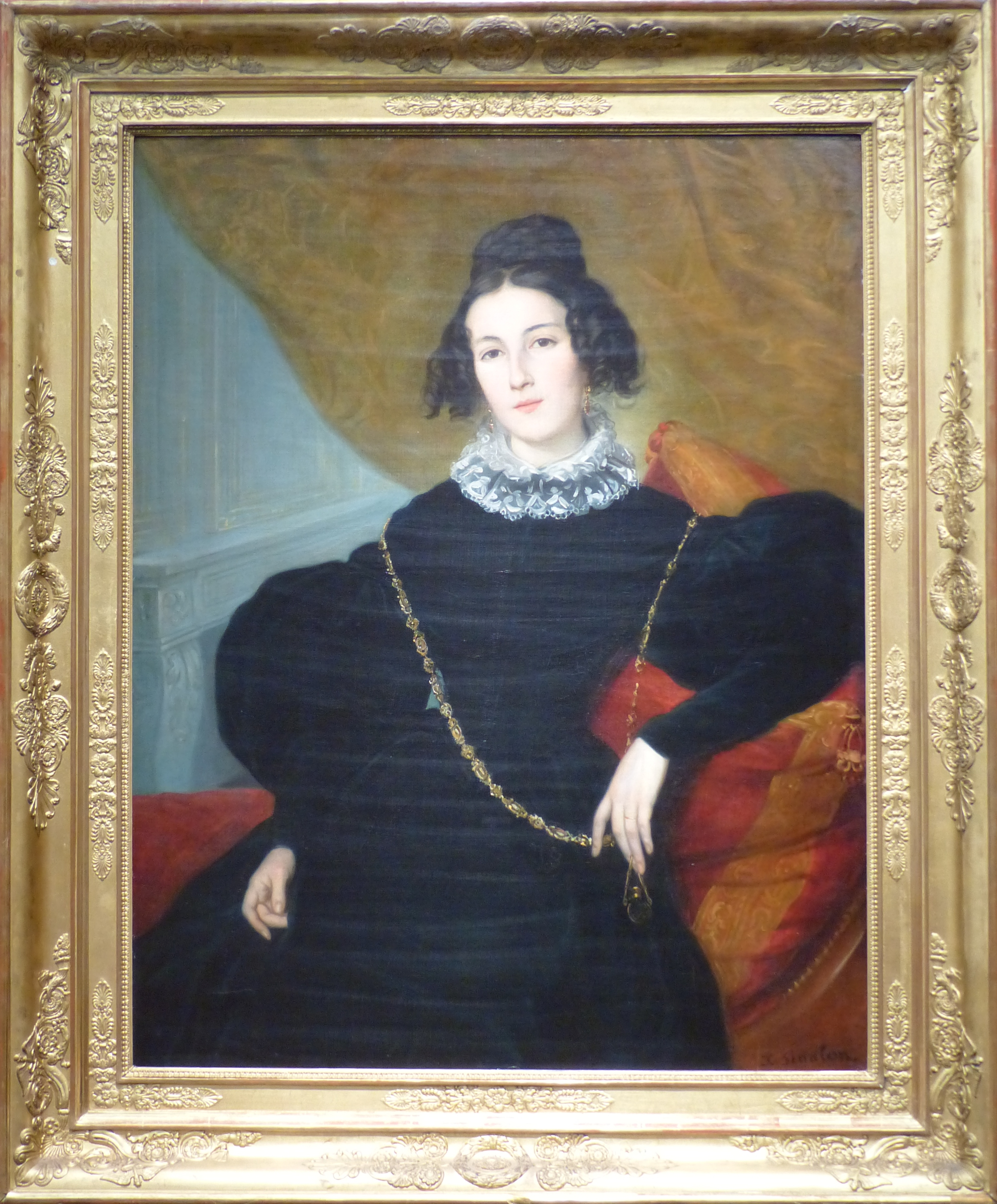
Madame Foulc, musée des Beaux-Arts de Nîmes.
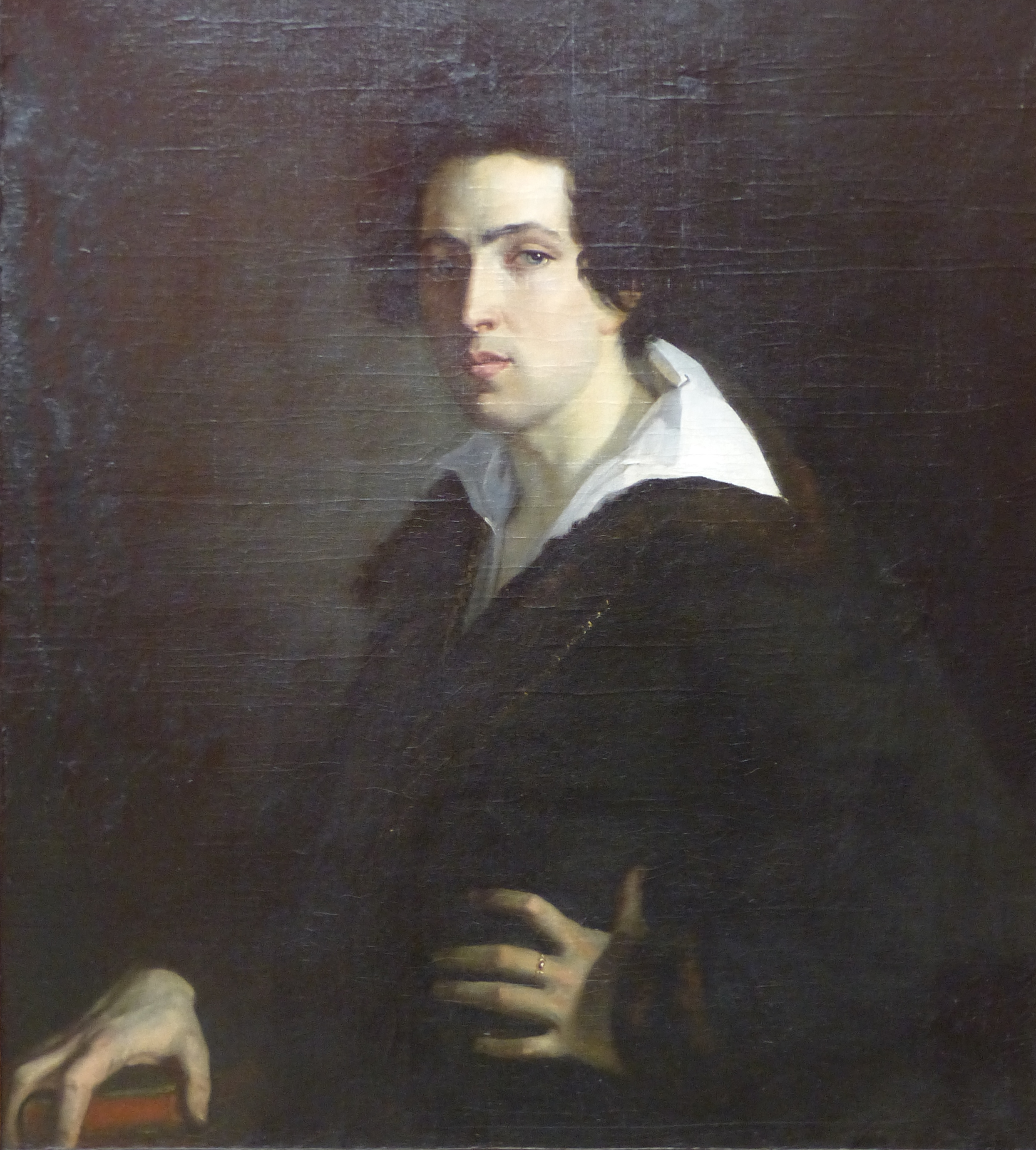
Adolphe Cartroux, musée des Beaux-Arts de Nîmes.

### Iconographie
- Xavier  Sigalon, Autoportrait, Paris, musée du Louvre.
- Jean Gigoux, Portrait de Xavier Sigalon, musée des beaux-arts de Nîmes.
- Alexandre Colin, Portrait de Xavier Sigalon, musée des Beaux-Arts de Nîmes.
- Joseph Briand, Xavier Sigalon, 1837, buste en marbre, musée des Beaux-Arts de Nîmes.
- Numa Boucoiran, Portrait de Xavier Sigalon, gravé par Claude-Marie-François Dien.